# Libration
Indenfor astronomien bruges ordet Libration (afledt af det latinske udsagnsord libro -are "at balancere", "at svaje") om de langsomme, periodiske bevægelser en måne synes at udvise i sin bane omkring et større himmellegeme, når den observeres fra dette større himmellegeme. Når "libration" omtales uden nærmere forklaring på hvilket himmellegemes libration der er tale om, handler det om Månens libration i sin bevægelse omkring Jorden.

## Årsager til libration
Vor egen Måne er "låst fast" i såkaldt bunden rotation, hvilket betyder, at Månen er præcis lige så lang tid om at dreje sig én gang om sig selv, som det tager den at fuldføre ét omløb om Jorden. Samtidig er Månens omløbsbane ikke perfekt rund som en cirkel, men svagt ellipse-formet. Konsekvensen af dette er, at Månens fart varierer alt efter, hvor på sin omløbsbane den er. Sammen med det konstante tempo hvormed Månen drejer sig om sig selv, betyder den varierende fart, at rotationsbevægelsen er skiftevis lidt "bagud" og lidt "forud" i forhold til Månens bevægelse rundt i sin bane.
Samtidig står Månens rotationsakse ikke i en ret vinkel på baneplanet, hvilket gør, at en observatør somme tider ser mere til Månens "sydpol" end til "nordpolen" og somme tider omvendt. Dette svarer til Jordaksens hældning i forhold til det baneplan, som Jorden befinder sig i i forhold til Solen, der som bekendt giver anledning til årstiderne på vores planet.
Endelig tilføjer Jordens egen rotation en ekstra, periodisk bevægelse i Månens færd over himlen set fra Jorden: Fra Månen står op over den østlige horisont, til den går ned i vest cirka 12 timer senere, har en stationær observatør på Jorden "flyttet sig" mere end 12.000 kilometer, og det giver anledning til en ekstra "bevægelse" ud over, hvad månens faktiske bevægelse gennem rummet kan forklare.